# 後ろから這いより隊
後ろから這いより隊（うしろからはいよりたい）は、テレビアニメ『這いよれ! ニャル子さん』シリーズのキャストによる声優ユニット群の総称。

## 概要
正式には「後ろから這いより隊（ニャル子×真尋×クー子×ハス太×珠緒×余市×ルーヒー×頼子）」と、ユニット名+構成されるキャラクター名を表記する（各キャラクター名の後ろに＜＞書きで声優名を併記することもある）。
テレビアニメ『這いよれ! ニャル子さん』第1期のOPテーマ「太陽曰く燃えよカオス」を歌うユニットとして結成された“後ろから這いより隊G”が始まりである。「太陽曰く燃えよカオス」CDのカップリングには同作の挿入歌にもなった“後ろから這いより隊B”による「黒鋼のストライバー」が収録されている。同作のキャラクターソングアルバム「邪神曲たち」にて、“後ろから這いより隊W”や全メンバーによる“後ろから這いより隊”の曲が収録されている。
構成するユニットは、“後ろから這いより隊”+アルファベット1文字で名称が設定されている。公式にはアルファベットの意味は公表されていない。
全楽曲、畑亜貴が作詞を、MONACAの田中秀和が作編曲を担当しており、この2人による『這いよれ！ニャル子さん』関連の楽曲であれば、ソロのキャラクターソングであっても後ろから這いより隊を冠する1人ユニット名義で曲が担当される。後ろのアルファベットはキャラクター名のイニシャルとなっている。ちなみに他の『這いよれ！ニャル子さん』関連の楽曲には、藤林聖子作詞、RAMM作編曲によるものがあり、こちらはRAMMに這いよる＋キャラクター名など＋敬称(さん)の組み合わせによる名称のユニットとなる（『RAMMに這いよるニャル子さん(Cv.阿澄佳奈)』など）。

## メンバー
| キャラクター         | 声優         | ソロユニット                    | その他のユニット                            |
| -------------------- | ------------ | ------------------------------- | ------------------------------------------- |
| ニャル子             | 阿澄佳奈     | 後ろから這いより隊N（ニャル子） | 後ろから這いより隊G（ニャル子×クー子×珠緒） |
| 八坂真尋             | 喜多村英梨   | 後ろから這いより隊M（真尋）     | 後ろから這いより隊B（真尋×余市）            |
| クー子               | 松来未祐     | 後ろから這いより隊C（クー子）   | 後ろから這いより隊G（ニャル子×クー子×珠緒） |
| ハス太               | 釘宮理恵     | 後ろから這いより隊H（ハス太）   |                                             |
| 暮井珠緒             | 大坪由佳     | 後ろから這いより隊T（珠緒）     | 後ろから這いより隊G（ニャル子×クー子×珠緒） |
| 余市健彦             | 羽多野渉     | 後ろから這いより隊Y（余市）     | 後ろから這いより隊B（真尋×余市）            |
| ルーヒー・ジストーン | 國府田マリ子 |                                 | 後ろから這いより隊W（ルーヒー×頼子）        |
| 八坂頼子             | 久川綾       |                                 | 後ろから這いより隊W（ルーヒー×頼子）        |

### 後ろから這いより隊G
ニャル子（阿澄佳奈）、クー子（松来未祐）、暮井珠緒（大坪由佳）によるユニット。正式表記は「後ろから這いより隊G（ニャル子×クー子×珠緒）」。Girlsを意味してGとついていることが推定される。
主題歌を担当している関係上、後ろから這いより隊の中で特に中心となるユニットであり、楽曲「太陽曰く燃えよカオス」の特殊性によってネットを中心に話題となり、オリコンウィークリーランキングでは初登場7位となった。
その話題性から「Animelo Summer Live 2012 -INFINITY∞-」（2日目）や「アニメ紅白歌合戦 Vol.2」へ出場し、第17回アニメーション神戸賞主題歌賞（ラジオ関西賞）や第7回声優アワード歌唱賞を受賞するなど活躍している。
2013年テレビアニメ第2期『W』でもオープニングテーマ「恋は渾沌の隷也」を担当し、「Animelo Summer Live 2013 -FLAG NINE-」（3日目）へも出場した。

## 楽曲
- 後ろから這いより隊（ニャル子×真尋×クー子×ハス太×珠緒×余市×ルーヒー×頼子）
  - 禍々しくも聖なるかな（テレビアニメ『這いよれ! ニャル子さん』挿入歌）
- 後ろから這いより隊G（ニャル子×クー子×珠緒）
  - 太陽曰く燃えよカオス（テレビアニメ『這いよれ! ニャル子さん』OPテーマ）
  - 太陽曰く燃えよカオス 30min Non-limit ver.
  - 恋は渾沌の隷也（テレビアニメ『這いよれ! ニャル子さんW』OPテーマ）
  - 這いよれOnce Nyagain（OVA『這いよれ! ニャル子さんF』OPテーマ）
- 後ろから這いより隊B（真尋×余市）
  - 黒鋼のストライバー（CD「太陽曰く燃えよカオス」C/W・テレビアニメ『這いよれ! ニャル子さん』挿入歌）
- 後ろから這いより隊W（ルーヒー×頼子）
  - わたし・魔ジカル
- 後ろから這いより隊N（ニャル子）
  - refrain 〜ほんとの気持ち〜
  - 曲解 I LOVE YOU × ウザ＞＞＞かわいい
  - 太陽言わない燃えよカオス
- 後ろから這いより隊M（真尋）
  - Gimme a fork × ・・・やめた。
  - 太陽言わない燃えよカオス

## 沿革
後ろから這いより隊としての出演でないイベントは省略（例えば、阿澄・松来・大坪の3人が出演する這いよれ!ニャル子さん関連のイベントであっても、後ろから這いより隊Gの肩書きがつかない場合は省略する）
- 2012年
  - 5月23日 - 『G』「太陽曰く燃えよカオス」（C/W『B』「黒鋼のストライバー」）発売
  - 7月25日 - CD「邪神曲たち」が発売、『後ろから這いより隊』としては、既発売の2曲に加え、『N』「refrain 〜ほんとの気持ち〜」、『W』「わたし・魔ジカル」、全メンバーによる「禍々しくも聖なるかな」、『G』「太陽曰く燃えよカオス 30min Non-limit ver.」を新たに収録
  - 8月5日 - a-nation music week “ANISON GENERATION”の関連イベントとして、「這いよれ! ニャル子さん『邪神生誕祭』」（昼の部）および「同『邪神降臨祭』」（夜の部）が開催、『後ろから這いより隊』としては『G』「太陽曰く燃えよカオス」および『B』「黒鋼のストライバー」を披露
  - 8月26日 - 『G』が「Animelo Summer Live 2012 -INFINITY∞-」（2日目）に出場
  - 10月12日 - 「太陽曰く燃えよカオス」が第17回アニメーション神戸 主題歌賞（ラジオ関西賞）に選出されたことが発表され、12月2日に挙行された授賞式に『G』が出席
  - 12月16日 - 『G』が「アニメ紅白歌合戦 Vol.2」へ出場
- 2013年
  - 3月1日 - 『G』が第7回声優アワード 歌唱賞に選出されたことが発表され、翌日挙行された授賞式に『G』から阿澄・松来が出席（阿澄は主演女優賞とのW受賞）
  - 2月20日 - 『這いよれ! ニャル子さんW』キャラクターソングシリーズ（WWWキャラクター・ソングシリーズ）VOL1・VOL2として、『N』および『M』のCDが発売
  - 3月20日 - WWWキャラクター・ソングシリーズ VOL3・VOL4として、『C』および『H』のCDが発売
  - 3月27日 - WWWキャラクター・ソングシリーズ VOL5・VOL6として、『T』および『Y』のCDが発売
  - 4月24日 - 『G』「恋は渾沌の隷也」発売
  - 8月11日 - 「這いよれ！ニャル子さんW 『邪神召喚祭』」（昼の部）および「同『邪神再誕祭』」（夜の部）開催。『後ろから這いより隊』としては『G』の楽曲のみ
  - 8月25日 - 『G』が「Animelo Summer Live 2013 -FLAG NINE-」（3日目）に出場
- 2014年 - (這いよれ！ニャル子さん関連のイベントは開催されたが、『後ろから這いより隊』としての活動は無い)
- 2015年
  - 5月8日 - 『G』「這いよれOnce Nyagain」発売
  - 5月10日 - 『G』が「GA文庫10周年アニバーサリーフェスタ!」（昼の部・夜の部 各ライブパート）に出演